# Майдан (фільм, 2013)
«Майдан» (англ. The Square; араб. الميدان, «Аль-Мейдан») — єгипетсько-американський документальний фільм режисера Джехане Нуджаїма, який зображує революцію в Єгипті 2011 року від початку на площі Тахрір. Фільм був номінований на премію «Оскар» за найкращий документальний повнометражний фільм на 86-й церемонії вручення нагород.